# Noctua intermedia
Noctua intermedia là một loài bướm đêm trong họ Noctuidae.